# Nymphidium colleti
Espèce
Nymphidium colleti est une espèce d'insectes lépidoptères (papillons) appartenant à la famille des Riodinidae, à la sous-famille des Riodininae et au genre Nymphidium.

## Taxonomie
Nymphidium colleti a été décrit par Jean-Yves Gallard en 2008.

## Écologie et distribution
Nymphidium  colleti n'est présent qu'en Guyane.

### Protection
Pas de statut de protection particulier.